# Einer zuviel an Bord
Einer zuviel an Bord ist ein Filmdrama des Regisseurs Gerhard Lamprecht aus dem Jahr 1935. Die Literaturverfilmung basiert auf dem gleichnamigen Roman des Schriftstellers Fred Andreas, der auch an dem Drehbuch mitwirkte. In der Hauptrolle verkörpert Albrecht Schoenhals den Kapitän des Frachtschiffes Cedar, von Moltmann, der nach einem Sturm auf hoher See unauffindbar ist und als vermisst gemeldet wird.

## Handlung
Staatsanwalt Burger nimmt gemeinsam mit dem Kommissar Sörensen Ermittlungen auf, als er erfährt, dass Kapitän von Moltmann während eines Sturms offenbar von Bord seines Frachtschiffes Cedar gespült wurde und nicht mehr auffindbar ist. Die Umstände sprechen zwar für einen tödlich verlaufenden Unfall, jedoch schließt Burger auch einen Mord nicht aus, da er im Rahmen seiner Ermittlungen erfährt, dass es an Bord Streit und Rachegelüste zwischen dem Kapitän und Angehörigen der Schiffsbesatzung gab.
Im weiteren Verlauf der Ermittlungen wird erkennbar, dass der Erste Offizier Rohlfs dem Kapitän feindselig gegenüberstand, da er Grund zu der Vermutung hatte, dass von Moltmann eine Beziehung mit seiner Verlobten Gerda Hegert hatte. Des Weiteren steht der Verdacht im Raum, dass auch der Erste Ingenieur Sparkuhl einen Grund hatte, Hassgefühle gegen den Kapitän zu hegen: Er sah in dem Kapitän einen Verführer seiner Nichte, die mit dem Ansinnen des Kapitäns nicht zurechtkam und deshalb Selbstmord beging.
Am Ende der staatsanwaltschaftlichen und polizeilichen Ermittlungen und nach Auswertung der Beweislage urteilt ein Gericht in Hamburg, dass der Kapitän von Moltmann ohne ein Verschulden der Besatzung und aufgrund eines tragischen Unfalls während eines Sturms über Bord ging; ein Fremdverschulden hält das Gericht für ausgeschlossen und erklärt den Fall für beendet. Nach dem Urteil erklärt Gerda Hegert, dass eine Affäre zu von Moltmann zwar einmal bestanden habe, jedoch bereits lange in Vergessenheit geraten sei.
Der Erste Ingenieur Sparkuhl bedauert, dass er von Moltmann falschen Verdächtigungen ausgesetzt hat. Seine falschen Verdächtigungen belasten ihn so sehr, dass er sich mit einer Pistole erschießt.
Die Filmhandlung nimmt gegen deren Ende eine überraschende Wendung, als sich von Moltmann mit einem Telegramm bei Gerda meldet. Darin teilt er mit, dass er zwar von Bord gespült wurde, aber noch am Leben ist und auf dem Weg zu seinem Heimathafen ist.

## Produktionsnotizen
Der Film wurde am 31. Oktober 1935 im Gloria-Palast in Berlin uraufgeführt. Weitere Erscheinungstermine (im Ausland) waren der 10. Januar 1936 in den Niederlanden (dort unter dem Titel Eén teveel aan boord), der 24. Januar 1936 in den USA (dort unter dem Titel One Too Many on Board), der 11. April 1936 in Dänemark (dort unter dem Titel Mand over Bord) und der 4. Mai 1936 in Schweden (dort unter dem Titel Kapten över bord). Der Drehort war Hamburg, die Dreharbeiten fanden dort im Juni und Juli 1935 statt.
Walter Pindter und Hans Georg Fehdmer assistierten Robert Baberske bei der Kameraführung, Hans Sohnle und Otto Erdmann waren für die Kulisse zuständig und Heinz Ritter fotografierte das Set.
Erich Holder unterstützte Bruno Duday bei der Produktion.

## Sonstiges
Das NS-Regime überprüfte den Film auf eventuell dem Regime abträgliche Inhalte und legte ihm mit dem Beschluss B.40388 im Rahmen der damals üblichen Filmzensur am 7. Oktober 1935 ein Jugendverbot auf.

## Kritiken
„Der Film nach einem seinerzeit vielgelesenen Kriminalroman ist umständlich konstruiert und darstellerisch bemüht, beeindruckt jedoch in der Kameraarbeit, insbesondere den Aufnahmen vom Sturm.“